# Men Against Fire
"Men Against Fire" é o quinto episódio da terceira temporada da série antológica de ficção científica britânica Black Mirror. Escrito pelo criador e showrunner da série Charlie Brooker e dirigido por Jakob Verbruggen, o episódio estreou na Netflix no dia 21 de outubro de 2016, juntamente com o resto dos episódios da terceira temporada.
O episódio se passa em um futuro com elementos distópicos e pós-apocalípticos contando a história de Stripe (Malachi Kirby), um soldado de uma organização militar que caça e extermina mutantes conhecidos como "baratas". Quando seu esquadrão, que também inclui sua amiga e parceira "Hunter" (Madeline Brewer) e a líder Medina (Sarah Snook), encontra baratas, Stripe mata dois deles; Apesar de ganhar elogios por seu desempenho, ele começa a se sentir diferente após o encontro com os mutantes. Ariane Labed e Michael Kelly co-estrelam como uma mulher salva por Stripe e um psicólogo militar, respectivamente.

## Enredo
Uma organização militar está exterminando seres humanos, chamados de "baratas", na Dinamarca. "Stripe" Koinange (Malachi Kirby) e "Hunter" Raiman (Madeline Brewer) são, respectivamente, um soldado masculino e feminino no mesmo esquadrão. Cada soldado tem um implante neural chamado MASS que melhora o processamento de seus sentidos (incluindo visão, som e cheiro), fornece dados instantâneos por meio de realidade aumentada e também cria sonhos reconfortantes (envolvendo sexo) à noite. Seguindo a líder, o esquadrão busca uma casa de campo enquanto a líder do esquadrão, Medina (Sarah Snook), interroga o dono cristão devoto da fazenda (Francis Magee), que ela suspeita estar oferecendo abrigo para as baratas. As suspeitas de Medina são confirmadas quando Stripe descobre um amplo "ninho" de baratas escondido, que aparecem como pessoas pálidas, rosnando com a aparência de monstros humanoides com dentes afiados; Quando um deles aponta um misterioso dispositivo LED para Stripe, ele e Hunter abrem fogo contra eles. Depois, Stripe pega o dispositivo LED e acidentalmente o aponta para os olhos. Medina prende o proprietário e ordena  que a fazenda seja incinerada. O dispositivo que Stripe utilizou em seus olhos parece ter interrompido sua interface MASS, porém, também ocorrem falhas no dispositivo durante seus regimes de treinamento no dia seguinte. Stripe passa por um exame físico e consulta um psicólogo, Arquette (Michael Kelly), nenhum dos quais revela problemas médicos.
No dia seguinte, Medina, Stripe e Hunter chegam a um complexo habitacional abandonado para procurar outras baratas. De repente, Stripe experimenta outra falha: seu senso de olfato, aparentemente emudecido, retorna repentinamente. No momento seguinte, um sniper barata mata Medina. Stripe e Hunter vasculham o edifício do atirador e Stripe encontra o que ele percebe ser uma mulher humana normal. Ele tenta ajudar a mulher a fugir, mas Hunter atira nela matando-a. Em um tiroteio subsequente, fica claro que Stripe vê seres humanos onde Hunter vê baratas. Stripe tenta impedir Hunter de continuar o massacre e luta com ela, mas fica muito ferido e resolver escapar com uma mulher dinamarquesa assustada (Ariane Labed) e seu filho.
A mulher, Catarina, explica que o implante neural MASS de Stripe alterou seus sentidos para disfarçar o fato de que "baratas" são realmente seres humanos normais. Na verdade, as baratas são as vítimas de uma limpeza étnica semelhante ao Holocausto contra aqueles que se acredita serem geneticamente inferiores, após uma guerra global que aconteceu dez anos antes. Catarina observa que os soldados têm MASS, mas civis cotidianos não; Eles simplesmente odeiam as baratas devido à propagação e ao preconceito. Hunter então aparece e mata Catarina e seu filho antes de bater em Stripe deixando o inconsciente.
Stripe acorda dentro de uma cela de prisão militar, onde Arquette explica que o dispositivo de LED enviou uma codificação viral para o implante MASS de Stripe, fazendo com que ele falhasse para que ele pudesse ver as baratas como seres humanos. Arquette revela então o verdadeiro propósito secreto dos implantes MASS: alterar a aparência visual dos humanos perseguidos para fazê-los parecer como zumbis assustadores, alterar suas vozes para soar como grunhidos monstruosos sem sentido, para diminuir os cheiros de sangue e para apagar seletivamente certas memórias. O MASS é usado pelos militares para desumanizar a aparência do inimigo, permitindo que os soldados os matem de forma mais eficiente e sem remorso. Stripe, afinal, trabalha para um programa global de eugenia para "proteger a linhagem" da humanidade, algo que Stripe aceitou passivamente. Embora sua memória de concordar com isso tenha sido apagada pela MASS, Arquette confirma com vídeos gravados, e ele também reproduz os vídeos da missão da fazenda na qual Stripe participou, nas cenas as baratas não estão visualmente alteradas para se parecerem com monstros e por isso é revelado que ele estava matando seres humanos aterrorizados e comuns. Stripe implora para ele parar de reproduzir as filmagens e Arquette ameaça prendê-lo, em um loop infinito reproduzindo todas as gravações de suas missões arquivadas, se Stripe não aceitar que limpem a sua memória dos últimos dias e formatem seu sistema MASS.
Mais tarde, Stripe é visto sendo dispensado com todas as honras militares, implicando que ele consentiu a um segundo apagamento de sua memória. Ele se aproxima do que seus olhos mostram ser uma casa imaculada e a garota que frequentemente surgia em seus sonhos o aguardando, mas na realidade ele apenas fica sozinho do lado de fora de uma cabana em ruínas.

## Produção

### Título
O título do episódio é uma referência ao livro do general de brigada S.L.A. Marshall, Men Against Fire: The Problem of Battle Command (1947), onde Marshall afirma que durante a Segunda Guerra Mundial, 75% dos soldados não dispararam seus rifles, mesmo sob ameaça imediata, e a maioria deles, acima da cabeça do inimigo. Uma declaração semelhante é feita durante um dos diálogos de Arquette no episódio. O livro de Dave Grossman, On Killing, sobre a psicologia do ato de matar (que é baseado nos estudos de S.L.A. Marshall), também inspirou Brooker a escrever o episódio.